# Nina Otero-Warren

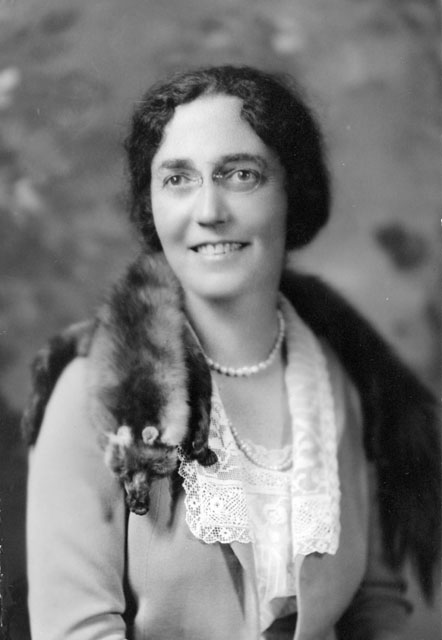
Nina Otero-Warren (1910er Jahre)

Adelina „Nina“ Otero-Warren (* 23. Oktober 1881 in Los Lunas als María Adelina Isabel Emilia Otero; † 3. Januar 1965 in Santa Fe) war eine US-amerikanische Politikerin und Autorin, die im frühen 20. Jahrhundert zu den bedeutendsten Persönlichkeiten des US-Bundesstaates New Mexico gehörte. Unter anderem war sie in der Suffragettenbewegung aktiv, bekleidete aber auch diverse lokale Ämter, insbesondere in der Bildungspolitik.

## Leben
Nina Otero wurde im Oktober 1881 in Los Lunas im damaligen New-Mexico-Territoriums geboren. New Mexico war zunächst von den Spaniern kolonialisiert wurde und gehörte lange Jahre zum Vizekönigreich Neuspanien, ehe es mit der Unabhängigkeit Mexikos im frühen 19. Jahrhundert unter mexikanische Kontrolle kam. Erst im Nachgang des Mexikanisch-Amerikanischen Krieges 1846 bis 1848 fiel das Gebiet unter die Kontrolle der Vereinigten Staaten. Oteros Familie reklamierte für sich eine Abstammung von den ersten spanischen Siedlern in dem Gebiet und gehörte zu den prominentesten und einflussreichen Familien des Territoriums. Vor diesem Hintergrund wuchs sie in einem katholisch-konservativen Haushalt mit ausdrücklicher hispanischer Identität auf der Hazienda der Familie auf. Nach dem gewaltsamen Tod ihres Vaters heiratete ihre Mutter den englischstämmigen Kaufmann Alfred Bergere, wodurch Otero später auch Zugang zu der an Einfluss gewinnenden Schicht euroamerikanischer Siedler hatte.
Zunächst privat erzogen, wurde Otero-Warren von 1892 bis 1894 auf die Maryville Academy of the Sacred Heart geschickt, ein katholisches Mädcheninternat in St. Louis. Danach kehrte sie nach New Mexico zurück. 1897 zogen die Oteros nach Santa Fe, nachdem der damalige Gouverneur Miguel Antonio Otero – Oteros Cousin zweiten Grades – ihrem Stiefvater eine Anstellung als clerk im Justizsystem verschafft hatte. Otero firmierte dort bald in den Kreisen der hohen Gesellschaft. Zehn Jahre später heiratete sie den Lieutenant der US Army Rawon D. Warren (1872–1942), mit dem sie auf dessen Basis nahe dem damals abgelegenen Städtchen Grants zog. Bald fand sie heraus, dass Warren in einer Common-law marriage eine Ehefrau und zwei Kindern auf den Philippinen hatte. Zudem gelangweilt von dem Ort und den eingeschränkten Möglichkeiten für sie als Ehefrau, kehrte sie ein Jahr nach der Heirat nach Santa Fe zurück und gab an, verwitwet zu sein. Im Geheimen ließ sie sich von ihrem Ehemann scheiden. In der Öffentlichkeit firmierte sie fortan als Nina Otero-Warren. 1912 ging Otero-Warren dann nach New York City, wo sie für einen ihrer Brüder den Haushalt führte und sich in der Settlement-Bewegung engagierte. Mit dem Tod ihrer Mutter 1914 kehrte sie nach Santa Fe zurück.
Nach ihrer Rückkehr nach Santa Fe engagierte sich Otero-Warren verstärkt politisch und trat der Republikanischen Partei und der Congressional Union for Woman Suffrage, einer Organisation der Suffragettenbewegung, bei. Unter anderem war sie Mitglied im Frauengremium der Republican Party of New Mexico, zudem unterstützte sie im Ersten Weltkrieg diverse Wohltätigkeitsbemühungen. Ab 1917 war sie Präsidentin der Congressional Union in New Mexico. Maßgeblich durch die von ihr organisierte Einflusskampagne und ihre politischen Beziehungen ratifizierte New Mexico, mittlerweile ein eigener US-Bundesstaat, 1920 den 19. Zusatzartikel zur Verfassung der Vereinigten Staaten, der das allgemeine Frauenwahlrecht einführte. Bis dahin hatten Frauen in New Mexico nur in Wahlen zu Schulaufsichtsbehörden wählen können. Otero-Warren selbst war 1918 zur Superintendent of Public Schools im Santa Fe County gewählt worden und engagierte sich in diesem bildungspolitischen Amt unter anderem für Maßnahmen zur Eindämmung des damals weit verbreitenden Analphabetismus in New Mexico. Daneben unterstützte sie Maßnahmen, um die Kultur der Hispanics über das Bildungssystem weiterzugeben, und forderte eine zweisprachige Schulbildung in Spanisch und Englisch. Das öffentliche Schulsystem verteidigte sie gleichzeitig gegenüber konservativen Hispanics, die eine private katholische Bildung bevorzugten, unter anderem, weil sie die private katholische Bildung als elitär bzw. frauenfeindlich empfand. Parallel diente Otero-Warren in mehreren Gesundheits- und Wohlfahrtkommissionen des Bundesstaates New Mexico.
Bei den Kongresswahlen 1922 wurde sie von der Republikanischen Partei für Nex Mexicos damals einzigen Sitz im US-Repräsentantenhaus nominiert, unterlag aber dem Demokraten John Morrow. Ihr Wahlkampf wurde erschwert, als ihr Cousin und Ex-Gouverneur Miguel Antonio Otero öffentlich bekanntgab, dass Otero-Warren eigentlich geschieden und nicht verwitwet sei. Im selben Jahr wurde sie von der US-Bundesregierung als Verantwortliche für alle föderalen Internate für Native Americans (sog. Indian schools) eingesetzt, trat aber nach zwei Jahren zurück. Als Superintendent of Public Schools blieb sie bis Ende der 1920er Jahre im Amt. Während der 1930er Jahre verbrachte Otero-Warren viel Zeit auf ihrer Ranch „Las Dos“ in den Bergen nordwestlich von Santa Fe, wohin sie sich oft zurückzog, um ihre Erinnerungen an ihre Kindheit im sich gerade erst konstituierenden New Mexico niederzuschreiben. Daraus entstand ein Buch, das sie 1936 unter dem Titel Old Spain in Our Southwest mit großem Erfolg veröffentlichte. Parallel 
engagierte sich Otero-Warren weiterhin in öffentlichen Ämtern, unter anderem als Analphabetismuskoordinatorin des Civilian Conservation Corps in New Mexico während der 1930er Jahre und als Leiterin der Works Progress Administration in Río Piedras auf Puerto Rico in den frühen 1940er Jahren. In diesem Jahr begann sie wieder, sich in der Öffentlichkeit nur „Otero“ zu nennen. Danach kehrte sie unter dem Eindruck des Zweiten Weltkriegs nach Santa Fe zurück und übernahm im Santa Fe County die Leitung der Office of Price Administration, in welcher Funktion sie die kriegsbedingt von der Bundesregierung eingesetzten Preisgrenzen auf Lebensmittel und andere Güter durchsetzte. Nach Kriegsende betätigte sich Otero einige Jahre erfolgreich im Immobiliengeschäft und lebte abwechselnd in Santa Fe und Las Dos. Sie starb Anfang 1965 im Alter von 83 Jahren in Santa Fe. 1994 publizierte die Autorin Charlotte Whaley eine Biografie über Otero-Warren. 2022 wurde sie mit einem Abbild auf dem Revers der Vierteldollarmünze geehrt.

## Veröffentlichungen
- Old Spain in Our Southwest. Illustriert von Aileen Nusbaum. Harcourt, Brace & Co., New York 1936.